# OFC President’s Cup
Der OFC President’s Cup war ein einmalig ausgetragener Fußballwettbewerb der Oceania Football Confederation (OFC) zwischen eingeladenen Teams und/oder nationalen Vereinen. Die Entscheidung zur Gründung wurde vom OFC-Exekutivkomitee im November 2013 gefällt. Die einzige Ausspielung des OFC President’s Cup fand zwischen dem 17. und 21. November 2014 in Auckland, Neuseeland statt.

## Spielmodus
Insgesamt nahmen sechs Teams am Turnier teil. Neben den beiden Finalisten der OFC Champions League, zwei Vereine aus dem Bereich der Asian Football Confederation bzw. CONCACAF und zwei weitere, eingeladene Teams.
Zu Beginn des Wettbewerbs wurden die sechs Teilnehmer in zwei Gruppen aufgeteilt. Die Sieger der jeweiligen Gruppen spielten in einem Finale gegeneinander.

## Die Endspiele und Sieger
| Jahr | Austragungsort | Sieger           | Ergebnis | Finalist   |
| ---- | -------------- | ---------------- | -------- | ---------- |
| 2014 | Auckland       | Auckland City FC | 2:1      | Amicale FC |